# ۱۱۲ (پیش از میلاد)
۱۱۲ (پیش از میلاد) ۱۱۲مین سال قبل از تقویم میلادی است.